# Acalolepta longicollis
Acalolepta longicollis är en skalbaggsart som först beskrevs av Gilmour 1956.  Acalolepta longicollis ingår i släktet Acalolepta och familjen långhorningar.
Artens utbredningsområde är Nepal. Inga underarter finns listade i Catalogue of Life.